# Jonathan Henrion
Jonathan Henrion (Libramont, 27 april 1982) is een Belgisch voormalig wielrenner.

## Carrière
Henrion was drie jaar prof en won in de loop van de jaren verschillende kleinere wedstrijden. In 2003 behaalde hij een zilveren medaille bij de beloften in het Belgisch kampioenschap.

## Erelijst
2003
- 5e etappe Flèche du Sud

2006
- GP Claude Criquielion

2008
- Jauche

2009
- Grâce-Hollogne
- Gouvy

2010
- Jeneffe-en-Condroz
- Mornimont
- Waremme

2011
- Grâce-Hollogne
- Waremme
- Jeneffe-en-Condroz

2012
- Polleur

2013
- 2e etappe Ronde van Luik
- Waremme

2015
- Taviers

Aerts · Amorison · Ardila · Baguet · Brandt · De Vocht · Dockx · Evans · Gates · Kuyckx · Leukemans · Mattan · McEwen · Merckx · Moerenhout · Rodriguez · Roesems · Steegmans · Steels · van Bon · Van Hecke · Van Huffel · Van Petegem · Vansevenant · Vansummeren · Vierhouten · Vogels · Henrion (stagiair) · Meersman (stagiair)
Bertrand · Burton · Crowin · Devaux · Fontaine · Henrion · Honorez · M.Polazzi · F.Polazzi · Roossens · Rouet · Timmermans · Van Melsen · Wills · Cammaerts (stagiair) · Van Schelven (stagiair)